# Ninurta-iddin
Ninurta-iddin (akad. Ninurta-iddin, Inūrta-iddin, w transliteracji z pisma klinowego zapisywane mdmaš.aš) – wysoki dostojnik, gubernator prowincji Kurbail za rządów asyryjskiego króla Aszur-dana III (772-755 p.n.e.); z asyryjskich list i kronik eponimów wiadomo, iż w 757 r. p.n.e. sprawował urząd limmu (eponima).